# Distretto di Bordj Ghedir
Il distretto di Bordj Ghedir è un distretto della provincia di Bordj Bou Arreridj, in Algeria, con capoluogo Bordj Ghedir.

## Comuni
Il distretto di Bordj Ghedir comprende 5 comuni:
- Bordj Ghedir
- El Anaseur
- Belimour
- Ghilassa
- Taglait